# Waveney Valley (circonscription britannique)
Circonscription parlementaire de la Chambre des communes
Waveney Valley est une circonscription de la Chambre des communes du Parlement britannique qui a été créée en 2024. Depuis sa première élection en 2024, il est représenté par Adrian Ramsay du Parti vert et constitue le premier siège vert dans l'Angleterre de l'Est.

## Frontières
La circonscription chevauche la rivière Waveney entre Norfolk et Suffolk et est composée des éléments suivants (tels qu'ils existaient au 1er décembre 2020) :
- Les quartiers du district d'East Suffolk de : Bungay et Wainford ; Halesworth et Blything.

- Les quartiers du district de Mid Suffolk : Bacton ; Eye; Fressingfield; Gislingham ; Haughley, Stowupland et Wetherden ; Hoxne et Worlingworth ; Mendlesham ; Palgrave ; Rickinghall ; Stradbroke et Laxfield ; Walsham-le-Willows.

- Les quartiers du district de South Norfolk : Beck Vale, Dickleburgh & Scole ; Bressingham et Burston ; Bunwell ; Diss et Roydon ; Ditchingham et Earsham ; Harleston[2].

Il couvre les domaines suivants :
- Zones au nord de la rivière, y compris Diss et Harleston, transférées du South Norfolk
- Bungay, transféré de Waveney (qui sera renommé Lowestoft)
- Halesworth, transféré de Suffolk Coastal
- Zones rurales du nord du Suffolk, y compris Eye, transférées de Central Suffolk and North Ipswich, et Bury St Edmunds (qui sera rebaptisée Bury St Edmunds and Stowmarket)

Le siège a été créé à partir de parties de cinq circonscriptions pré-2024 :
| Circonscription pré-2024          | Parti pré-2024 | Parti pré-2024 | % de superficie de la nouvelle circonscription | %age de la population de la nouvelle circonscription |
| --------------------------------- | -------------- | -------------- | ---------------------------------------------- | ---------------------------------------------------- |
| South Norfolk                     |                | Conservateur   | 30,9%                                          | 41,1%                                                |
| Central Suffolk and North Ipswich |                | Conservateur   | 30,8%                                          | 20,5%                                                |
| Bury St Edmunds                   |                | Conservateur   | 18,6%                                          | 19,6%                                                |
| Waveney                           |                | Conservateur   | 14,0%                                          | 9,9%                                                 |
| Suffolk Coastal                   |                | Conservateur   | 5,7%                                           | 9,8%                                                 |

## Profil de circonscription
Electoral Calculus qualifie le siège proposé de « droite forte », avec des vues économiques et sociales de droite, des niveaux élevés d'accession à la propriété et un fort soutien au Brexit. Le résultat théorique de 2019 était Conservateur.
Ce siège était un siège cible, lors des élections générales de 2024, pour le Parti Vert qui a remporté la moitié des circonscriptions municipales au siège lors des élections locales de 2023.

## Députés
East Suffolk, Central Suffolk and North Ipswich et Bury St Edmunds avant 2024
Les Members of Parliament (MPs) de la circonscription sont:
| Législature | Années       | Député | Député        | Parti |
| ----------- | ------------ | ------ | ------------- | ----- |
| 59e         | 2024–Présent |        | Adrian Ramsay | Vert  |

## Scrutin électoral
| Rendez-vous mené | Sondeur | Client | Zone | Échantillon taille | Conservateur | Travailliste | Libéraux Démocrates | Vert            | Reform | Je ne voterais pas | Je ne sais pas | Plomb |     |    |     |     |    |     |   |
| ---------------- | ------- | ------ | ---- | ------------------ | ------------ | ------------ | ------------------- | --------------- | ------ | ------------------ | -------------- | ----- | --- | -- | --- | --- | -- | --- | - |
| Rendez-vous mené | Sondeur | Client | Zone | Échantillon taille | 17 juin      | We Think     | Parti Vert          | Circonscription | 500    | Je ne voterais pas | 15%            | Plomb | 11% | 4% | 23% | 10% | 2% | 34% | 8 |